# Ramlösa (stacja kolejowa)
Ramlösa (szwedzki: Ramlösa station) – stacja kolejowa w Helsingborgu, w regionie Skania, w Szwecji. Stacja znajduje się w dzielnicy Ramlösa, w południowej części miasta, przy autostradzie E4 (zjazd 26) i jest obsługiwana przez pociągi Pågatågen. Poprzez Hästhagsviadukten znajdujący się nad stacją jest podłączona do miejskiego i podmiejskiego systemu komunikacji autobusowej.

## Linie kolejowe
- Västkustbanan
- Rååbanan
- Skånebanan